# 1350 en santé et médecine
| Années de la santé et de la médecine : 1347 - 1348 - 1349 - 1350 - 1351 - 1352 - 1353    |
| Décennies de la santé et de la médecine : 1320 - 1330 - 1340 - 1350 - 1360 - 1370 - 1380 |

Cet article présente les faits marquants de l'année 1350 en santé et médecine.

## Événements

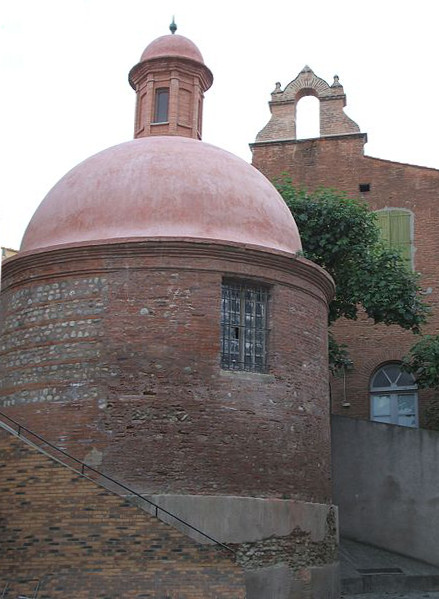
Amphithéâtre d'anatomie
Perpignan XVIIIe s.

- 20 mars : fondation par Pierre III, roi d'Aragon et comte de Barcelone, de l'université de Perpignan, où la médecine est enseignée dès l'origine, mais dont la faculté de médecine ne sera créée officiellement qu'en 1379, par le pape Clément VI[1],[2].
- Une ordonnance royale ordonne « que les pauvres valides fuient la ville et fauxbourgs de Paris, avec défenses de mendier, à peine du fouet et d’être mis au pilori ; et à la troisième fois signés d’un fer chaud au front, et bannis desdits lieux[3] ».
- Fondation par Pierre III, roi d'Aragon, comte de Barcelone, de la faculté de médecine de l'université de Lérida, en Catalogne[4].
- Fondation par Jean Lefaivre, maire de Rouen, en Normandie, d'un hôpital Saint-Vivien dont le bâtiment existe toujours en 2017 dans la rue du même nom[5].
- Construction d'un premier hôpital à Seurre en Bourgogne, qui sera détruit en 1473 dans l'incendie allumé par les Suisses en guerre contre Charles le Téméraire[6].
- Trois hôpitaux sont attestés à Ostabat en Basse-Navarre, consacrés à saint Antoine, sainte Catherine et saint Nicolas[7].
- Une maladrerie est mentionnée à Saint-Pierre, près Saint-Junien, dans le diocèse de Limoges[8].
- Les statuts de la faculté de médecine de l'université de Paris sont codifiés[9].
- 1350-1382 : floruit Raymond Chalin de Vinario[10], médecin, surtout connu comme auteur d'un important traité sur la peste, imprimé par Jacques Daléchamps en 1552[11].

## Publication
- Simon de Couvin (vers 1320-1367) publie son Libellus de judicio Solis in conviviis Saturni, seu de horrenda illa peste[12], poème satirique sur l'impuissance des médecins face à la grande peste de 1348 dont il a été le témoin oculaire à Paris[13].

## Naissance
- Vers 1350 : Roch de Montpellier (mort en 1378 ou 1379), médecin et thaumaturge français, canonisé par l'Église catholique, patron des chirurgiens, dermatologues et apothicaires, invoqué contre de nombreuses maladies[14],[15].

## Décès
- Vers 1350[16] : Nicolas de Reggio (né en 1280), médecin italien.
- Entre 1350 et 1352 : Opicinus de Canistris (né en 1296), prêtre, écrivain et illustrateur italien dont l’œuvre autobiographique présente un caractère psychotique[17].